# Philotheca salsolifolia
Philotheca salsolifolia, e una especie de arbusto perteneciente a la familia de las rutáceas. Crece en los calurosos y secos bosques de eucalyptus de Nueva Gales del Sur, Australia.

## Descripción
Es un arbusto erguido que alcanza un tamaño de 0,5-2 m de altura, glabro o pubescente. Las hojas bien espaciadas, lineales o ± cilíndricas, en su mayoría de 0.3-1.5 cm de largo, 1-1.5 mm de ancho, gruesas, con el ápice agudo o redondeado, glabras o escasamente ciliadas. Las flores son solitarias o 2 o 3 juntas. Sépalos amplios triangulares, 1-1.5 mm de largo. Pétalos lanceolados, de 6-12 mm de longitud, de color rosa a púrpura, oscuro por debajo de la línea media. Estambres con filamentos fundidos en la mitad basal; filamentos densamente pilosos, los pelos se distribuyen alrededor para no ocultar las anteras, anteras glabras.

## Taxonomía
Philotheca salsolifolia fue descrita por (James Edward Smith) Druce y publicado en (Report,) Botanical Society and Exchange Club of the British Isles 4: 639, en el año 1917.
Subespecies aceptadas
Tiene dos subespecies reconocidas:
- P. salsolifolia subsp. salsolifolia
- P. salsolifolia subsp. pedicellata

Sinonimia
- Eriostemon salsolifolia Sm.[3]
- Eriostemon salsolifolius Sm.
- Philotheca gaudichaudii G.Don
- Eriostemon gracile Graham
- Philotheca australis var. australis
- Philotheca australis Rudge[4]